# Страна игр
«Страна игр» (укр. «Країна ігор») (скорочено рос. СИ) — російське видання про відеоігри, присвячене сучасним іграм для різних платформ: ПК, гральні консолі, портативні консолі. У журналі публікуються рецензії, аналітичні матеріали, новини ігрової індустрії, інтерв'ю з розробниками, репортажі з російських і зарубіжних виставок та фестивалів, авторські колонки експертів. Існує також окрема рубрика «Банзай!» про аніме, мангу і японську поп-культуру загалом. Журнал закрився в 2013 році через фінансові проблеми.

## Концепція
Журнал «Країна Ігор» розповідає про комп'ютерні і відеоігри як частини сучасної масової культури. Він розрахований на людей, що давно захоплюються електронними розвагами і цікавляться індустрією в цілому. Журнал орієнтується на світові тренди в галузі комп'ютерних та відеоігор лише з деякою поправкою на російські реалії (основна маса геймерів СНД віддає перевагу ПК будь-яким іншим платформ). Все це накладає певні вимоги на ерудицію та інтелектуальний рівень потенційних читачів «Країни Ігор». Цільова аудиторія — геймери від 16 до 30 років, з ігровим стажем не менше півроку, що володіють комп'ютером і, як мінімум, однією ігровою приставкою, що розбираються в основних жанрах, платформах, серіалах, компаніях-розробниках і термінології.
На відміну від деяких інших російських ігрових видань, «Країна Ігор» не є гідом покупця, не надає інформацію про злом ігор або створення модифікацій для них, не публікує (у всякому разі, систематично) поради щодо проходження, не описує усі релізи, які виходили на російському ринку. Журнал робить акцент на аналітичних статтях про ігри та індустрію, репортажі з виставок, інтерв'ю, авторських колонках експертів, матеріалах на загальнопізнавальні теми (кіно, література, крос-форматні культурні явища). Унікальною для російських і зарубіжних ігрових видань є велика рубрика про аніме.

## Історія
Видається з 1996 року видавничим домом Gameland. Виходить 1 раз на місяць, заявлений тираж — 120 000 примірників, обсяг — 192 сторінки. Комплектується двостороннім постером і двошаровим DVD з відеожурналом Level UP.
Після закриття журналів «Великий Dракон» і Game.EXE є найстарішим в Росії виданням про комп'ютерні і відеоігри.
У 1997 році до частини роздрібного тиражу номерів 10 (для PlayStation), 11,12 вперше були додані компакт-диски з демонстраційними версіями та додатковою інформацією. При цьому журнал не був новатором (журнал Mega Plus вже виходив повністю з диском), проте був першим ігровим. При цьому номери 10 і 11 з диском можна було дістати тільки випадково, їх не можна було придбати навіть на Книжковому Ярмарку в Олімпійському.
У результаті економічної кризи 1998 року відбулися зміни:
- Номери 9 і 10 вийшли у роздрібний продаж на дешевому (сірому) газетному папері формату більше макету з рамкою, 9 в останньому тижні вересня, 10 — в строк. Дані номери не доставлялися передплатникам, проте читачі в листах журналу схвалили такий варіант.
- З листопада 1998 року журнал виходив 2 рази на місяць. При цьому доданий диск до номера 11 (планувався до номера 9) втратив актуальність, а 2 додаткових номери стали компенсацією передплатникам.

З листопада 1998 року по серпень 2010 року «Країна Ігор» продовжувала виходити двічі на місяць.
У вересні 2010 року «Країна Ігор» перейшла на щомісячний режим роботи.
На початку жовтня 2010 року між компанією «Гейм Ленд», якій належить журнал «Країна Ігор» і японським видавничим домом Enterbrain Inc., Видавцем журналу Famitsu Weekly підписаний договір про синдикацію, за яким починаючи з грудневого номера «КІ» не менше 18 сторінок з ексклюзивними анонсами, інтерв'ю та спецматеріали будуть переводитися на російську мову і публікуватися в «Країні Ігор» зі збереженням автентичної верстки Famitsu.
У лютому 2011 року Федеральна антимонопольна служба зацікавилася реальними тиражами деяких російських журналів. У ході перевірки з'ясувалося, що тираж журналу «Країна Ігор» (ВД Gameland) відрізняється від заявленого в 9,69 раз.
У цей час «Країна Ігор» висвітлює ігри для наступних платформ: персональний комп'ютер, Xbox 360, PlayStation 2, PlayStation 3, PSP, Nintendo Wii, Nintendo DS.

## Оцінки ігор
В даний час у «Країні Ігор» прийнята десятибальна система оцінок з кроком у 0.5 бала.
Оцінку 10 балів за період з 2004 року одержали ігри:
2004 — Prince of Persia: Warrior Within (PC, PlayStation 2, GameCube, Xbox).
2005 — Metal Gear Solid 3: Snake Eater (PlayStation 2).
2006 — LocoRoco (PSP).
2007 — Portal (The Orange Box) (PC, Xbox 360, PlayStation 3).
2008 — The World Ends With You (DS), Metal Gear Solid 4: Guns of the Patriots (Playstation 3), LittleBigPlanet (Playstation 3).
2009 — Bayonetta (PlayStation 3, Xbox 360).
2010 — Heavy Rain (Playstation 3), Super Mario Galaxy 2 (Wii), Limbo (Xbox 360), Halo: Reach (Xbox 360), StarCraft II: Wings of Liberty (PC) (тільки мультиплеєр, сингл — 7.5 балів)
Слід зазначити, що оцінка Portal не переноситься автоматично на всю збірку The Orange Box, так само як і оцінка оригінальної версії Prince of Persia: Warrior Within на порт для PSP. Гра StarCraft II: Wings of Liberty отримала 10 балів за мультиплеєр-режим, і 7.5 балів за однокористувацьку кампанію.
Також важливо, що оцінки «Країни Ігор» не варто плутати з оцінками порталу Gameland.ru.
Крім оцінок редакція журналу видає «медалі», з описом якості гри і зображенням, що символізує собою цю якість. Найбільше медалей 7:
1. «За графіку і технології» (відеокарта).
2. «За саундтрек» (нота 1 / 8).
3. «За арт та дизайн» (мольберт, пензель і олівець).
4. «За сюжет» (загорнутий сувій на розкритій книзі).
5. «За ігрову механіку» (врівноважена чаша ваг).
6. «За внесок у жанр» (лампочка).
7. «За мультиплеер» (дві схрещені шпаги).

Щороку журнал підбиває підсумки року і вибирає найкращі ігри в різних номінаціях.
Переможці номінації «Найкраща гра року»:
2003 рік — Prince of Persia: The Sands of Time (PC, PlayStation 2, GameCube, Xbox).
2004 рік — Grand Theft Auto: San Andreas (PlayStation 2, Xbox).
2005 рік — Metal Gear Solid 3: Snake Eater (PlayStation 2).
2006 рік — Medieval 2: Total War (PC).
2007 рік — Super Mario Galaxy (Nintendo Wii).
2008 рік — Fallout 3 (PC, PlayStation 3, Xbox 360).
2009 рік — Batman: Arkham Asylum (PC, PlayStation 3, Xbox 360).

## Редакційний склад

### Редакція
- Костянтин Говорун — головний редактор[4] darkwren.
- Наталія Одінцова — заступник головного редактора, редактор новин і спеціальних матеріалів.
- Ілля Ченцов — редактор розділу PC-ігор  mjr-blayne.
- Артем Шорохов — редактор розділу відеоігор  artiom-shorohov.
- Євген Закіров — редактор  dezig.
- Святослав Торік — редактор  torick.
- Радик Валентір — редактор.
- Сергій Цилюрик — редактор  timedevourer.
- Юлія Соболєва — літературний редактор/коректор.
- Хайді Кемпс — кореспондент у США.
- Хасан Алі Альмас — кореспондент в ЄС.
- Євгена Давидюк — кореспондент в Японії.
- Ігор Федюкін — керівник тестової лабораторії, редактор розділу «Залізо».

### DVD
- Євген Попов — головний редактор відеожурнал Level UP

### ART
- Алік Вайнер — артдиректор.
- Катерина Селіверстова — дизайнер.
- Наталія Титова — верстальник.